# 水本良則
水本 良則（みずもと よしのり）は、日本の国土交通技官。豊田市助役や、建設省東北地方建設局道路部長等を経て、矢巾町副町長を務めた。

## 人物・経歴
岩手県紫波郡矢巾町北郡山出身。北海道大学大学院工学研究科修了後、1976年建設省入省。関西国際空港工務二部企画課長を経て、1991年建設省中国地方建設局岡山国道工事事務所長。1993年建設省道路局地方道課建設専門官。
1995年豊田市助役。1998年国土庁大都市圏整備局特別整備課関西文化学術研究都市建設推進室長。1999年建設省東北地方建設局道路部長。2001年環境事業団環境緑地事業部長。2004年国土交通省大臣官房付、即日辞職。
マネジメントシステム評価センター取締役企画開発本部長、マネジメントシステム評価センター 専務取締役、復建技術コンサルタント事業企画本部顧問、在京盛岡広域産業人会幹事を経て、2018年矢巾町副町長。2022年退任。2023年ふるさと矢巾会副会長。